# Sunset Beach DJ Session 2
Sunset Beach DJ Session 2 – drugi album niemieckiego didżeja André Tannebergera z serii Sunset Beach DJ Session. Został wydany 8 czerwca 2012 roku i zawiera dwa krążki.
Nagrania w Polsce uzyskały certyfikat złotej płyty.

## Lista utworów

### CD1
| Nr  | Tytuł                                                                       | Długość |
| --- | --------------------------------------------------------------------------- | ------- |
| 1.  | ATB With RuDee Feat. Ramona Nerra - In And Out Of Love                      | 8:00    |
| 2.  | Norin & Rad Vs. Audien - Triumph                                            | 3:56    |
| 3.  | Probe - Baila                                                               | 5:09    |
| 4.  | ATB Feat. Ramona Nerra - Never Give Up (Club Mix)                           | 5:08    |
| 5.  | Antillas Feat. Fiora - Damaged (Main Mix)                                   | 6:14    |
| 6.  | Markus Schulz Presents Dakota - Gypsy Room (Duderstadt Remix)               | 4:38    |
| 7.  | LTN - Ordinary People (D-Mad Remix)                                         | 6:48    |
| 8.  | StereoJackers - Offshore                                                    | 7:39    |
| 9.  | Thrillseekers, The Feat. Fisher – The Last Time (Johan Malmgren 2012 Remix) | 6:13    |
| 10. | Madison, The & Simon J - Follow Up                                          | 5:05    |
| 11. | Hazem Beltagui - Into The Blue                                              | 5:07    |
| 12. | ATB Feat. Amurai - All You Took                                             | 5:40    |
| 13. | Mike Danis - For You (Juventa Club Mix)                                     | 2:57    |
| 14. | FaDe - Beautiful Moment                                                     | 7:10    |

### CD2
| Nr  | Tytuł                                                              | Długość |
| --- | ------------------------------------------------------------------ | ------- |
| 1.  | ATB Feat. Anova - Sunset Beach                                     | 5:54    |
| 2.  | Andain - Much Too Much (Zetandel Chill Remix)                      | 4:29    |
| 3.  | Klangstein Feat. Sine - Klangsine                                  | 5:16    |
| 4.  | ATB Presents Amurai - Love & Light (Downtempo Mix)                 | 3:49    |
| 5.  | ATB - With You!                                                    | 5:44    |
| 6.  | Virtual Riot Feat. Amba Shepherd - Superhuman (Titchimoto Remix)   | 4:05    |
| 7.  | Coastline - Adriatic Sea (DJ Milews Remix)                         | 5:49    |
| 8.  | Gary B - Time To Slow It Down                                      | 4:31    |
| 9.  | Polished Chrome - Desire                                           | 5:47    |
| 10. | Asheni - Lost In Time                                              | 8:06    |
| 11. | Kaskade Feat. Skylar Grey - Room For Happiness (Kaskade's Ice Mix) | 4:54    |
| 12. | Summer Of Space - Beautiful People                                 | 2:30    |
| 13. | Sine - Wolke 7                                                     | 4:18    |
| 14. | Sine - Chillbar                                                    | 4:08    |
| 15. | Eva Cassidy - Fields Of Gold                                       | 4:42    |